# Яблунівка (Криворізький район)
Яблуні́вка — село в Україні, в Криворізькому районі Дніпропетровської області. Входить до складу Карпівської сільської громади. 
До 2017 року орган місцевого самоврядування — Новомалинівська сільська рада. Населення — 117 мешканців.

## Географія
Село Яблунівка знаходиться на відстані 0,5 км від села Червоне та за 1,5 км від сіл Полтавка і Широка Долина.

## Населення

### Мова
Розподіл населення за рідною мовою за даними перепису 2001 року:
| Мова       | Кількість | Відсоток |
| ---------- | --------- | -------- |
| українська | 108       | 92.31%   |
| російська  | 8         | 6.84%    |
| білоруська | 1         | 0.85%    |
| Усього     | 117       | 100%     |

## Інтернет-посилання
- Погода в селі Яблунівка

1. ↑  Рідні мови в об'єднаних територіальних громадах України — Український центр суспільних даних